# Scott William Cox
Scott William Cox (nacido el 3 de noviembre de 1963) es un presunto asesino en serie estadounidense, condenado por dos cargos distintos de homicidio en 1993 en Portland, Oregón, y sospechoso de muchos más. Fue sentenciado a 25 años de prisión, pero se le concedió la libertad condicional en 2013, cinco años antes. Actualmente cumple una condena de cadena perpetua posterior a la supervisión penitenciaria. También es el principal sospechoso en 20 casos de asesinato sin resolver en todo Estados Unidos y Canadá, aunque nunca se presentaron cargos en su contra.

## La vida antes de las condenas por asesinato
Desde 1975, Cox ha sido internado en instituciones psiquiátricas 115 veces. Fue condenado por falsificación y robo de armas antes de sus condenas por asesinato. En el momento de su arresto por asesinato, vivía bajo supervisión poscarcelaria por el delito de falsificación. Trabajó como camionero de larga distancia, operando principalmente en el noroeste del Pacífico y viajando hasta Canadá y México, y tan al este como Ohio.
El 24 de noviembre de 1990, Rheena Ann Brunson, una mujer de 34 años, fue encontrada frente a una tienda Safeway en Portland, Oregón. La habían golpeado brutalmente, tenía cortes en la barbilla, el cuello y la espalda, la habían esposado y la habían apuñalado en el corazón. Fue encontrada con vida pero en estado crítico. Fue trasladada rápidamente al hospital, pero pronto fue declarada muerta. Unos meses más tarde, el 19 de febrero de 1991, el cuerpo de Victoria Rhone fue encontrado en un tren en un patio ferroviario de Portland. La ataron con la camisa del atacante y la estrangularon hasta morir. Ambos asesinatos quedaron sin resolver durante unos dos años.

## Intento de asesinato e investigación
El 30 de mayo de 1991, una víctima de Cox fue encontrada viva en el centro de Seattle. La habían golpeado, mordido, violado y dado por muerta. Tenía marcas de ligaduras alrededor del cuello y le habían introducido a la fuerza una botella de vino en el recto. Un testigo informó haber visto a la víctima arrojada fuera de la cabina de un camión. La víctima sobrevivió, pero requirió hospitalización. Fue entrevistada por un detective local, quien le aconsejó que iniciara una acción judicial. Sin embargo, ella no presentó cargos y posteriormente abandonó el estado.
Los detectives locales creyeron que se trataba de un intento de asesinato perpetrado por un asesino en serie o un asesino en serie en ciernes. El testigo describió a los detectives que el camión del que expulsaron a la víctima tenía el logotipo de una empresa llamada Woodland Trucking. Al contactar a la compañía, se reveló que el agresor era un empleado llamado Seth Scott Cutter.
Los detectives entrevistaron a Cutter, quien proclamó su inocencia y afirmó que había estado tratando de ayudar a la mujer. Los detectives no le creyeron e intentaron presentar cargos en su contra. Sin embargo, debido a que la evidencia de ADN encontrada en la escena del crimen aún no estaba lista y la víctima había huido, los detectives no pudieron presentar cargos contra Cutter.
Tras una investigación más exhaustiva, se reveló que Cutter había agredido previamente a otra mujer el 26 de noviembre de 1990. Un testigo informó haber visto a Cutter en un Mazda con placas de Oregón. Cutter reveló que era residente de Newberg, Oregon y vivía en un motel en la ciudad cuando no estaba de viaje. Temiendo que fuera un asesino en serie, la policía emitió un boletín para Oregon y Washington sobre Seth Scott Cutter.
Los detectives de Newberg reconocieron a Cutter pero lo conocían como Scott William Cox, su nombre real. Fue acusado y condenado por falsificación por crear una identificación falsa bajo un seudónimo. Casi al mismo tiempo, también fue acusado y declarado culpable de robo de armas en Medford, Oregón, y cumplió una sentencia de cárcel de seis meses. Los detectives de Newberg abrieron una investigación por asesinato contra Cox en 1991 y finalmente confesó el asesinato de Rheena Ann Brunson.
Cox afirmó que estaba enojado con su novia y quería liberar su ira golpeando a una prostituta. Después de beber whisky y esnifar cocaína, recogió a Brunson en su coche y luego comenzó a golpearla. Mientras intentaba escapar, Cox la apuñaló una vez en el corazón, la dio por muerta y se fue. También confesó el asesinato de Victoria Rhone y haber golpeado a varias otras mujeres, pero negó haber matado a nadie más.
Antes de ser condenado por asesinato, Cox ya había llamado la atención de los detectives de todo el país debido a su trabajo como camionero de larga distancia. Su trabajo lo llevó a más de 3000 lugares diferentes en los Estados Unidos, Canadá y México, convirtiéndolo en el principal sospechoso en otros 20 casos de asesinato, que hasta el día de hoy siguen sin resolverse. Las autoridades también lo consideraron brevemente como posiblemente el asesino de Green River, aunque los detectives creían que probablemente era demasiado joven en ese momento para ser un asesino tan prolífico.

## Juicio y condena
El 15 de septiembre de 1993, Scott William Cox no refutó dos cargos de asesinato. Fue sentenciado a dos períodos consecutivos de 150 meses seguidos de supervisión poscarcelaria de por vida. En una entrevista con la filial local de Fox en Portland, Oregon, un fiscal de distrito en el caso contra Cox explicó que el caso había sido perjudicado debido a que los investigadores de la policía obtuvieron indebidamente la confesión. El juez había desestimado las confesiones en el tribunal y la fiscalía se basó únicamente en pruebas de ADN para probar los asesinatos.
Si estas confesiones no hubieran sido desestimadas, Cox podría haber sido acusado de asesinato con agravantes, lo que podría haberlo llevado a cadena perpetua o incluso a la pena capital. Un año después de la condena de Cox, los votantes del condado de Multnomah aprobaron la Medida Electoral 11 que creaba mínimos obligatorios para los criminales violentos, lo que habría llevado a una sentencia de cincuenta años para Cox, sin posibilidad de liberación anticipada.

## Liberación de prisión y violaciones en libertad condicional
Después de cumplir 20 años de su sentencia de 25 años, Scott William Cox fue puesto en libertad condicional el 22 de febrero de 2013. Debe usar un dispositivo de rastreo GPS, está restringido geográficamente al condado de Yamhill, no puede ir a parques ni bares, y está sujeto a un toque de queda todas las noches, a menos que se le dé permiso. Debido a que vivía en el condado de Yamhill, Oregón, en el momento de su arresto, fue devuelto allí tras su liberación. Lo enviaron a vivir en una cárcel subsidiada del condado de Yamhill. El Correccional del Condado de Yamhill emitió una alerta comunitaria antes de su liberación, para advertir al público de su peligro y aconsejarle que no intente detenerlo.
Desde su liberación, Cox ha sido arrestado al menos seis veces por violación de la libertad condicional. El primer hecho ocurrió en julio de 2013, cinco meses después de su liberación. Le dieron permiso para ir a la playa, pero había tomado una ruta diferente y más larga que la aprobada. Fue sentenciado a catorce días de cárcel. Al mes siguiente, en agosto de 2013, su dispositivo de rastreo GPS mostró que había visitado la casa de una novia. Ella confirmó con los agentes que Cox estaba en su casa con sus dos hijos.
Se agregó un paquete de delincuente sexual a la libertad condicional de Cox, que le exigía mantenerse alejado de los niños y las escuelas. El 30 de septiembre de 2013, fue sentenciado a 90 días de cárcel después de que un video de vigilancia lo sorprendiera contrabandeando tabaco de mascar en la cárcel del condado. Fue arrestado nuevamente por violaciones de la libertad condicional el 1 de diciembre de 2014, el 13 de mayo de 2014 y el 7 de enero de 2016, aunque los detalles de estos no se han proporcionado al público.

## Otros posibles asesinatos
Cox es el principal sospechoso de al menos otros 20 asesinatos sin resolver. Entre estos casos se incluye, en particular, el de Tia Hicks de Seattle, Washington, que desapareció en diciembre de 1990. El 22 de abril de 1991, la policía de Seattle descubrió su cuerpo y dictaminó que su muerte fue un homicidio. El único sospechoso que tenía la policía era Cox, que se encontraba en la zona en el momento de la desaparición de Hicks. Ya había sido acusado de los otros dos asesinatos en Oregón cuando se convirtió en sospechoso en el caso Hicks.
Después de las condenas por asesinato de Cox, se cerró el caso Hicks. Tras su liberación de prisión, el caso se reabrió en 2014. La policía de Mountlake Terrace entrevistó a Cox, expresó la necesidad de cerrar el caso y le ofreció inmunidad a cambio de una confesión. Sin embargo, Cox se negó a confesar. Sigue siendo el único caso sin resolver en Mountlake Terrace y Cox sigue siendo el único sospechoso.
Además de ser sospechoso del asesinato de Tia Hicks, Cox también es el principal sospechoso del asesinato en 1988 de Hazel Gelnett en el condado de Snohomish, Washington, Vicky Lynn Perkins de Portland, Oregon, quien fue encontrada asesinada en el este de Utah en mayo de 1990, y Stephanie Douglas de McMinnville, Oregón, que desapareció en noviembre de 1990. Sin embargo, las identidades de la mayoría de las otras posibles víctimas no se han hecho públicas y muchas investigaciones están en curso.